# Lycaena florenciae
Lycaena florenciae är en fjärilsart som beskrevs av Robert Christopher Tytler 1927. Lycaena florenciae ingår i släktet Lycaena och familjen juvelvingar. Inga underarter finns listade i Catalogue of Life.